# Homeland Security
Homeland Security (My Mom's New Boyfriend) è una commedia romantica del 2008, diretta da George Gallo ed interpretata da Colin Hanks, Antonio Banderas, Selma Blair, e Meg Ryan. Il film ha avuto una distribuzione limitata nei cinema in tutto il mondo, ed è stato distribuito direct-to-video in Italia il 3 giugno 2009.

## Trama
Henry è un giovane agente FBI che si occupa della propria madre Marty, molto grassa ed insicura. Partito per una missione, al suo rientro trova sua madre completamente trasformata, che ha perso chili, frequenta giovani ragazzi e ha una vita sociale molto intensa. Un giorno entra nella vita di Marty un uomo affascinante, che non è altri che un ladro internazionale di opere d'arte. Durante una riunione FBI, Henry scopre che l'uomo è ricercato; i suoi capi lo inducono quindi a mettere sotto sorveglianza la madre per arrivare al ladro. Dopo varie vicende, la notte del colpo si scopre che il ricercato è egli stesso un agente CIA.

## Curiosità
- Meg Ryan nel film interpreta la madre di Colin Hanks. Nella vita reale Colin Hanks è il figlio di Tom Hanks, che è stato coprotagonista con l'attrice in tre film.
- Il film originalmente doveva essere girato a New Orleans, ma a causa dell'uragano Katrina le riprese furono trasferite a Shreveport, sempre in Louisiana.

## Colonna sonora
La colonna sonora è di Chris Boardman, nel film sono presenti diverse canzoni, tra queste At Last cantata da Eva Cassidy apre e chiude la storia.